# انهيار القوة العظمى
انهيار القوة العظمى هو انهيار سياسي لدولة قومية عظمى. غالبًا ما يستخدم المصطلح لوصف تفكك الاتحاد السوفيتي ولكن يمكن أيضًا استخدامه لوصف فقدان المملكة المتحدة مكانتها كقوة عظمى من خلال انهيار الإمبراطورية البريطانية. ولا يزال يُنظر إلى خليفة الاتحاد السوفيتي (روسيا) والمملكة المتحدة على أنهما قوى عالمية حتى يومنا هذا وخصوصاً أن لهما مقاعد دائمة في مجلس الأمن التابع للأمم المتحدة. لا زالت المملكة المتحدة تمتلك قوة ناعمة عالمية واسعة النطاق، وتمتلك روسيا واحدة من أكبر ترسانات الأسلحة النووية في العالم.

## الاتحاد السوفيتي
حدثت تغييرات جذرية في الاتحاد السوفيتي خلال الثمانينيات وأوائل التسعينيات، مع البيريسترويكا والجلاسنوست، والسقوط الدراماتيكي لجدار برلين في نوفمبر 1989، وأخيراً تفكك الاتحاد السوفيتي في ديسمبر 1991. في وقت مبكر من عام 1970، كان اندريه امالريك قد توقع انهيار الاتحاد السوفيتي، وقدم إيمانويل تود تنبؤًا مشابهًا في عام 1976.

## الولايات المتحدة
خلال الحرب الباردة، خاضت الولايات المتحدة العديد من الحروب بالوكالة ضد الدول الاشتراكية والماركسية اللينينية المدعومة من الاتحاد السوفيتي، ولكن بعد تفكك الاتحاد السوفيتي، وجدت الولايات المتحدة نفسها القوة العظمى الوحيدة في العالم، بل واعتبرها بعض المنظرين السياسيين هي القوة المهيمنة الوحيدة في العالم.   المنظرون السياسيون لفلسفة الواقعية الجديدة (المعروفين بالمحافظين الجدد) الذين يطلقون على أنفسهم اسم الفريق الأزرق، ينظرون بشكل متزايد إلى الصين باعتبارها تهديدًا عسكريًا،  ولكن هناك روابط اقتصادية قوية نسبيًا بين القوتين. يفضل أعضاء الفريق الأزرق الاحتواء والمواجهة مع الصين والدعم الأمريكي القوي لتايوان.
في كتابه بعد الإمبراطورية: انهيار النظام الأمريكي  يتنبأ إيمانويل تود بالانحدار والسقوط النهائي للولايات المتحدة كقوة عظمى. «بعد سنوات من النظر إليها على أنها قادرة على حل المشكلات، أصبحت الولايات المتحدة نفسها الآن مشكلة لبقية العالم».
وأشار آخرون إلى الحزبية المكثفة، والعجز الكبير والمتوسع في الميزانية، والشلل السياسي، وخيبة الأمل من العملية السياسية، وفشل الأجور في الحفاظ على التكافؤ مع الإنتاجية، والزيادات المستمرة في أعباء الديون الأمريكية كأسباب أخرى تشير إلى تراجعها.

## المملكة المتحدة
كانت الإمبراطورية البريطانية أكبر إمبراطورية في تاريخ البشرية. كانت القوة الأولى في العالم خلال أواخر القرنين الثامن عشر والتاسع عشر، وحققت أكبر مدى لها في القرن العشرين. خلال هذا الوقت، اكتسبت المملكة المتحدة ملكية الدولة القومية وحكمها المباشر على مناطق واسعة من العالم. نشأت القوة العالمية لبريطانيا بسبب الثورة الصناعية وبسبب جغرافيتها كقوة بحرية كبيرة قبالة سواحل أوروبا الغربية. ساهمت التأثيرات السياسية والاقتصادية والاجتماعية والثقافية البريطانية بشكل كبير في إحداث تغييرات مهمة على مستوى العالم.
لكن مع حدوث تغيرات اجتماعية وسياسية في الدول الأخرى في الإمبراطورية، لم تعد فكرة الاستعمار والإمبريالية محبذة. بالإضافة إلى ذلك، أدت عواقب خوض الإمبراطورية حربين عالميتين في فترة زمنية قصيرة نسبيًا إلى تسريع انهيار الإمبراطورية. بدأت حركة تقرير المصير للمستعمرات البريطانية في أواخر القرن التاسع عشر بشكل جيد بحلول عشرينيات القرن الماضي، كما شوهدت على سبيل المثال من خلال المؤتمر الوطني الهندي في عام 1885 ووعد بلفور عام 1926. يمثل تقرير المصير وحركات الاستقلال تغييرات مهمة في الأيديولوجية السياسية والاجتماعية. وبلغ هذا ذروته في موجة سريعة من إنهاء الاستعمار في العقود التي تلت الحرب العالمية الثانية. لقد قيل أيضًا أن الحرب العالمية الثانية شهدت ظهور قوى جديدة مثل الولايات المتحدة والاتحاد السوفيتي الذين كانوا معاديين للإمبريالية التقليدية وسارعوا في تدهورها.
يعتبر بعض المعلقين أن أزمة السويس عام 1956 هي بداية فترة نهاية بريطانيا كقوة عظمى،   ولكن المعلقين الآخرين أشاروا إلى الحرب العالمية الأولى، وكساد 1920-21، وتقسيم أيرلندا، وعودة الجنيه الإسترليني إلى معيار الذهب عند تعادله قبل الحرب في عام 1925، وفقدان الثروة من الحرب العالمية الثانية، ونهاية مساعدة الإعارة والتأجير من الولايات المتحدة في عام 1945، وعصر التقشف بعد الحرب، وشتاء 1946-1947، وبداية إنهاء الاستعمار واستقلال الهند كنقاط رئيسية أخرى في تراجع بريطانيا وفقدان مكانتها كقوة عظمى.
تعتبر أزمة السويس كارثة سياسية ودبلوماسية للمملكة المتحدة، حيث أدت إلى إدانة دولية واسعة النطاق، بما في ذلك ضغوط واسعة من الولايات المتحدة والاتحاد السوفيتي. أجبر هذا البريطانيين والفرنسيين على الانسحاب وعزز سياسة الحرب الباردة ذات القطبين المتزايدة بين الاتحاد السوفيتي والولايات المتحدة. في الستينيات، وصلت حركة إنهاء الاستعمار إلى ذروتها، مع حصول مستعمرات الإمبراطورية المتبقية على الاستقلال، مما أدى إلى تسريع الانتقال من الإمبراطورية البريطانية إلى دول الكومنولث. شهدت المملكة المتحدة لاحقًا تراجعًا في التصنيع خلال السبعينيات، إلى جانب ارتفاع معدلات التضخم والاضطرابات الصناعية التي أدت إلى حل وفاق ما بعد الحرب. أدى ذلك إلى أن يشير البعض إلى المملكة المتحدة على أنها رجل أوروبا المريض. في عام 1976، طلبت المملكة المتحدة المساعدة من صندوق النقد الدولي الذي ساعدت في إنشائه، وحصلت على تمويل قدره 3.9 مليار دولار، وهو أكبر قرض يتم طلبه حتى ذلك الحين. 
تحتفظ المملكة المتحدة اليوم بقوة ناعمة عالمية واسعة النطاق، بما في ذلك قوة عسكرية هائلة. تمتلك المملكة المتحدة مقعدًا دائمًا في مجلس الأمن التابع للأمم المتحدة إلى جانب 4 قوى أخرى، وهي واحدة من تسع قوى نووية. تعتبر عاصمتها لندن واحدة من المدن البارزة في العالم، حيث تحتل المرتبة الأولى في مؤشر مدينة الطاقة العالمية من قبل مؤسسة موري.